# Ring von Pietroassa

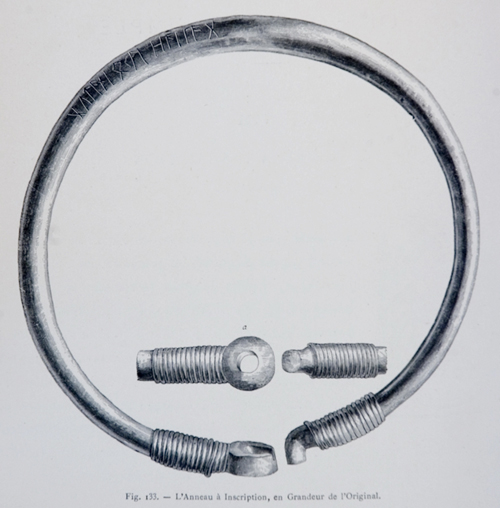
Der Ring von Pietroassa (Zeichnung von Henri Trenk, 1875).

Der Ring von Pietroasa ist ein goldener Halsring aus dem frühen 5. Jahrhundert, der eine gotische Runeninschrift trägt. Er wurde 1837 am Osthang des Berges Istritza in der Nähe des Ortes Pietroassa (heute Pietroasele) im Kreis Buzău in Rumänien gefunden. Der Ring war Teil eines 22 Gegenstände umfassenden Hortes, den die Ostgoten eventuell vor den Hunnen zu verbergen suchten, dem Schatz von Pietroasa.

## Fundort und Geschichte
Der Ort Pietroasele liegt im rumänischen Kreis Buzău 100 km nordöstlich der Hauptstadt Bukarest. Bis in die erste Hälfte des 4. Jahrhunderts befand sich in diesem Gebiet eine römische Festung, die dann zweimal niedergebrannt wurde. Ab der zweiten Hälfte des 4. Jh. lassen sich stattdessen zwei gotische Siedlungen in der Nähe nachweisen. Zu dieser Zeit wurden die Goten noch nicht von den Hunnen bedroht. Diese überschritten aber 375 den Don und unterwarfen die Ostgoten. Der Pietroassa-Goldschatz wurde während der Herrschaft der Hunnen über die Ostgoten vergraben, noch bevor jene sich 454 in der Schlacht am Nedao befreiten.

## Der Goldfund

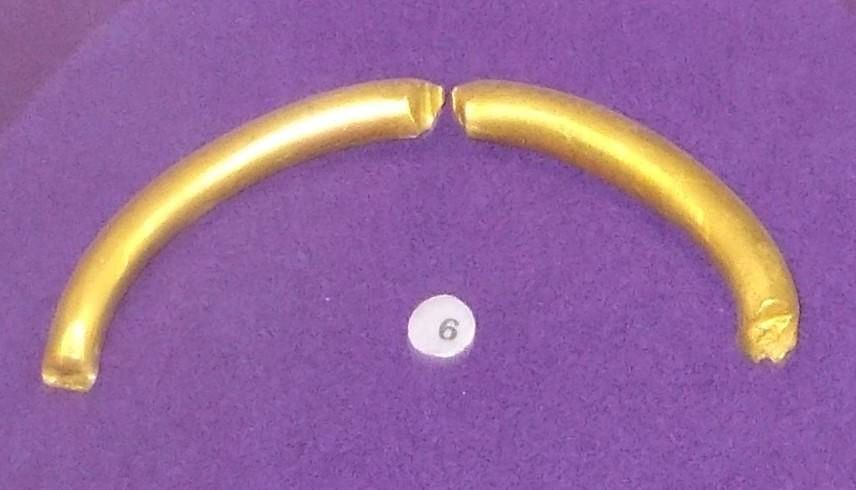
Der zerteilte Ring im Nationalen Museum der Geschichte Bukarest

Bei dem Pietroassa-Goldschatz handelte es sich um 22 goldene Gegenstände (Schalen, Kannen und Fibeln) vorwiegend aus römischen Werkstätten, die prunkvoll ornamentiert und mit Edelsteinen besetzt waren. Die Finder hielten ihn 1837 verborgen und beschädigten viele Objekte, indem sie Goldstücke abbrachen, verbogen oder die Edelsteine entfernten. Nach polizeilichen Ermittlungen konnte man noch 12 Objekte sicherstellen. Sie gelangten in das Bukarester Museum, aus dem sie 1875 wieder gestohlen wurden. Der Dieb beschädigte weitere Objekte und zerteilte den Ring von Pietroassa in mehrere Teile, von denen die beiden inschriftentragenden zusammen mit den meisten anderen Objekten wieder sichergestellt werden konnten. Die Rune, durch die der Schnitt ging, war seitdem Gegenstand von Diskussionen. Im Ersten Weltkrieg (1916) stahl man den Schatz erneut, und erst 1956 kehrte er aus Moskau nach Bukarest zurück, wo er heute im Nationalen Museum der Geschichte von Rumänien ausgestellt wird.

## Inschrift und Deutung

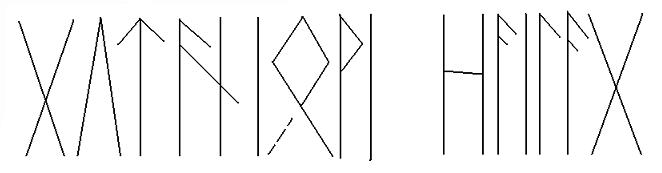
Die Inschrift als Runenzeichen

Die Inschrift des Halsringes ist im älteren Futhark und rechtsläufig:
gutani o wi hailag
Die Trennung der Wörter entspricht der Anordnung der Runen auf dem Halsring. Aus den 15 Buchstaben lassen sich vier Wörter lesen:
Gutani o(þal) wi(h) hailag
Die o-Rune steht einzeln nicht für ihren Lautwert, sondern ihren Runennamen *oþala. Dieser bedeutet „ererbter Besitz“. Das ergänzte h bei wi(h) („geweiht“) erklärt sich daraus, dass man in Runenschrift keine Doppelkonsonanten schreibt, meistens um Platz zu sparen. Im normalisierten Wulfila-Gotisch würde die Inschrift lauten:
Gutane oþal weih hailag
Übersetzung nach Nedoma:
„der Goten Erbbesitz, geweiht [und] unverletzlich/geheiligt“
Die Inschrift ist unverkennbar gotisch. Zum einen wird der Stammesname genannt, zum anderen hat die h-Rune nur einen Querbalken. In den sonstigen kontinentalen Runeninschriften und im angelsächsischen Futhark hat diese Rune zwei Querbalken.
Man nimmt an, dass die Inschrift nicht unmittelbar vor der Niederlegung des Schatzes angebracht worden ist. Bei solchen frischen Ritzungen treten sonst Wülste an den Ritzkanten auf, die nicht nachgewiesen werden konnten. Zudem weist der Ring Gebrauchsspuren auf, die eine längere Nutzung nahelegen. Der Nutzer könnte eine höhergestellte Persönlichkeit, Fürst oder Priester, gewesen sein. Unter den Runen o und w ist laut Wolfgang Krause ein schwach erkennbares Sinnbild (Dreiwirbel oder Hakenkreuz) eingeritzt, was eine religiöse Verwendung unterstreichen könnte.

## Deutungsgeschichte
Nach der Entdeckung der Inschrift und ihrem Bekanntwerden 1867 auf der Weltausstellung in Paris erschienen Deutungen in vielen Publikationen (u. a. von Wilhelm Grimm und Rudolf Virchow). Man las die Runen jedoch:
gutan(e) iowi hailag (Der Goten Jupiter geweiht)
Mit dem Gott Jupiter meinte man einen Bezug auf Thor gefunden zu haben. Zu einer solchen Deutung konnte man aber nur kommen, wenn man die Trennung der Wörter ignorierte und das i am Ende von gutani zum o herüberzog. Dennoch galt diese Deutung als die schlüssigste und fand allgemeine Verbreitung.
Nachdem die Inschrift in zwei Teile geteilt worden war, bildeten sich Zweifel über den Lautwert der zerstörten Rune, da nur noch einige Zweige erkennbar waren. Es wurden die Runen j, s und sogar ng vorgeschlagen.
Zuletzt einigte man sich auf j, bis ein vor dem Diebstahl entstandenes Foto des Halsringes auftauchte, in dem eindeutig die o-Rune erkennbar war.